# دالان مچ دست
دالان مچ دست یا تونل کارپال (به انگلیسی: Carpal tunnel) گذرگاهی رشته‌ای‌استخوانی است که قدام کف دست و ساعد را به هم می‌پیوندد. این تونل در قدام مچ دست قرار دارد.
سندرم تونل کارپال ناشی از فشار بر روی عصب میانی در این دالان است.

## جستارهای وابسته

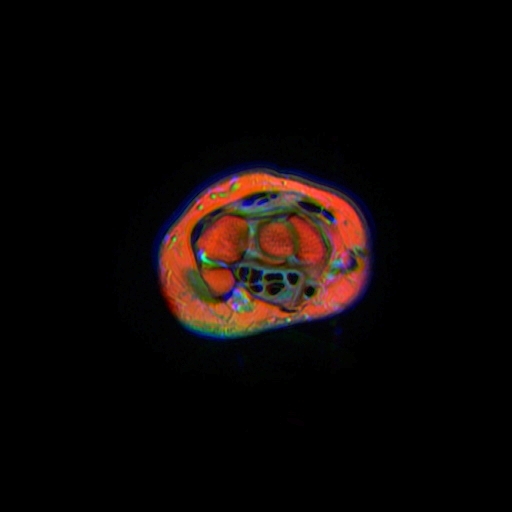